# Pablo Chavarría
Pablo Chavarría (ur. 2 stycznia 1988 w Las Perdices) – argentyński piłkarz występujący na pozycji napastnika w RCD Mallorca.